# Double (Band)
Double war ein Schweizer Popduo, das 1983 gegründet wurde. Ihr grösster Hit war The Captain of Her Heart aus dem Jahre 1985.

## Geschichte

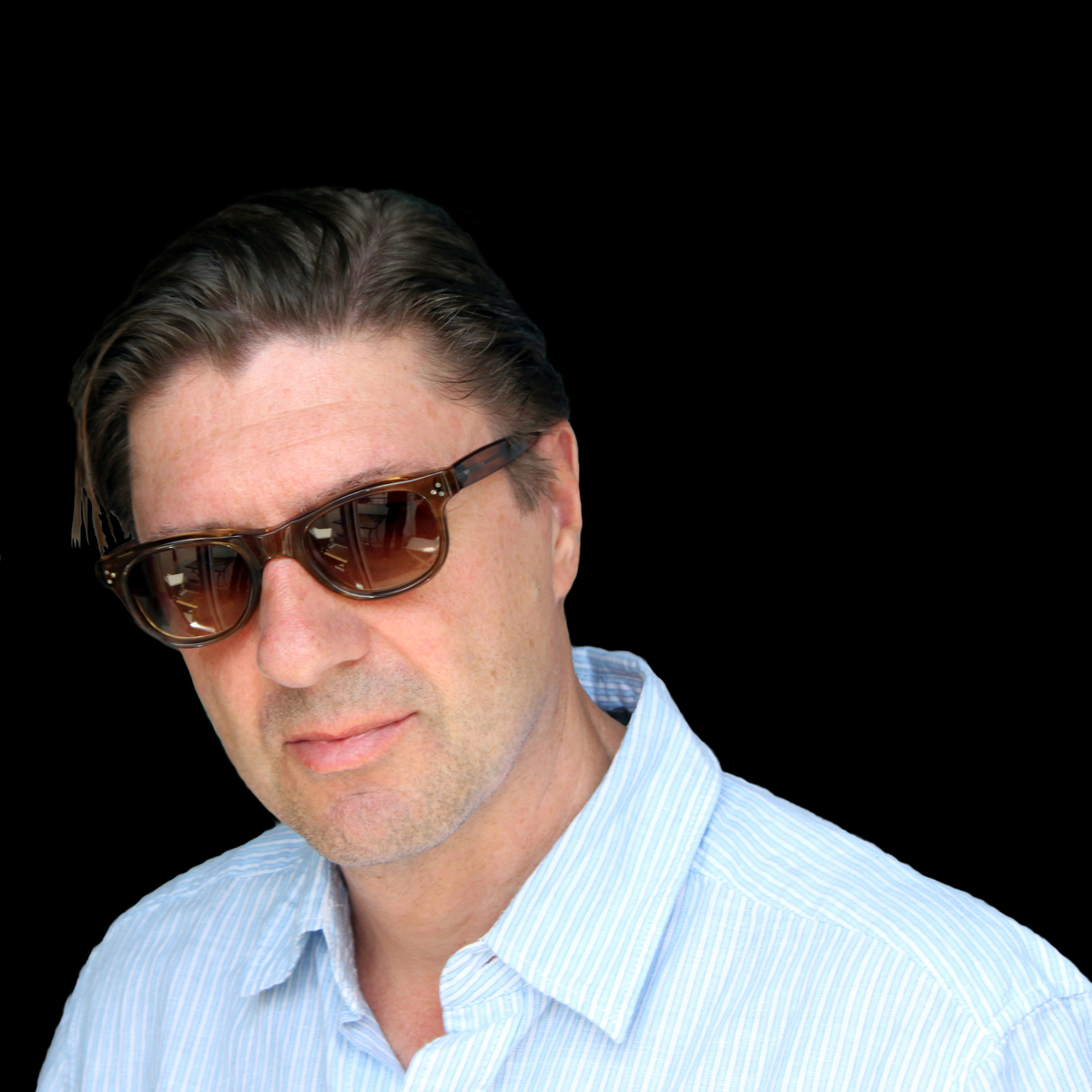
Kurt Maloo (2009)

Double waren die Schweizer Musiker Kurt Maloo und Felix Haug. 1976 war Maloo an der Gründung der Band Troppo beteiligt. 1978 veröffentlichte er die Solosingle Giant Lady. Felix Haug war 1976 bis 1979 Mitglied des Lipschitz Orchestra, arbeitete aber auch für Yello. Beide formierten 1981, gemeinsam mit einem Bassisten, das Trio Ping Pong. Nach diversen europäischen Festivalauftritten wurde aus dem Trio ein Duo mit Namen Double.
1983 erschien die erste Single von Double, Naningo. Die Folgesingles Rangoon Moon und Woman of the World waren, wie auch der spätere Hit The Captain of Her Heart, auf dem 1985er Album Blue, das in über 50 Ländern veröffentlicht wurde, enthalten. Den Erfolg ihrer ersten Hitsingle, die sich neben dem deutschsprachigen Raum auch in England, Italien, Frankreich und den USA in den Charts platzierte, konnten die Schweizer nicht wiederholen.
1987 spielte Double das Album Dou3le ein. Daran wirkten u. a. der Trompeter Herb Alpert und der Violinist Michael Urbaniak als Gastmusiker mit.
1989 löste sich die Band auf und beide Mitglieder realisierten Soloprojekte. Ende der 1990er Jahre fanden sich Maloo und Haug im Can-Studio in der Nähe von Köln wieder zusammen und planten neue Aufnahmen zum 20. Jahrestag von Double, doch Felix Haug starb 2004 unerwartet an einem Herzinfarkt.
Kurt Maloo brachte mehrere Soloalben bei verschiedenen Plattenfirmen heraus: Single (1990), Soul and Echo (1995), Loopy Avenue (2006), Summer of Better Times (2010) und What About (2014). Für das 2006er Album überarbeitete Maloo mit Pit Baumgartner von De-Phazz alte Hits und bisher unbekannte Lieder von Double, aber auch neue Kompositionen.

## Diskografie

### Double

#### Alben
- 1985: Blue
- 1987: DOU3LE
- 2006: Loopy Avenue (Kurt Maloo vs. Double)

#### Singles
- 1983: Double (inkl. Naningo, El Dorado und Es)
- 1984: Rangoon Moon
- 1984: Woman of the World
- 1985: Your Prayer Takes Me Off
- 1985: The Captain of Her Heart
- 1986: Tomorrow
- 1987: Devils Ball
- 1987: Gliding
- 2010: Handle (mit F.D.H) (nur Japan)

### Kurt Maloo

#### Alben
- 1980: Luna, Luna + 7 Notorious Maloo Homeworks (Minialbum, limitiert)
- 1990: Single
- 1995: Soul & Echo
- 2006: Loopy Avenue (Kurt Maloo vs. Double)
- 2010: Summer of Better Times
- 2014: What About

#### Singles
- 1979: Giant Lady
- 1990: Lovegrow
- 1991: End of the Season
- 1995: The Captain of Her Heart
- 1995: Young King
- 1996: Jealousy
- 2010: Afterglow
- 2012: Wonder (Rune Lindbæk feat. Kurt Maloo)
- 2016: City of Rain